# Попова, Алёна Владимировна
Алёна Владими́ровна Попо́ва (род. 15 февраля 1983, Свердловск) — российский политический и общественный деятель, феминистка. Соавтор и активная сторонница законопроекта против домашнего насилия.

## Биография
Алёна Попова родилась 15 февраля 1983 года в Свердловске (Екатеринбурге), в семье инженеров. Детство провела в Свердловске и Новосибирске. В 2000 году переехала в Москву. В 2005 году окончила факультет журналистики МГУ.
В 2010-х годах окончила Московский государственный юридический университет.
В 2000—2002 годах — автор, корреспондент и ведущая в отделе «Культура» радио «Маяк». В 2001—2003 годах — парламентский корреспондент в Государственной думе Российской Федерации от издания «Глобус». 
В 2005—2006 годы работала в подмосковном аэропорту малой авиации «Мячково». В 2005—2007 годах руководила региональной рекламной компанией в Екатеринбурге. Затем начала развивать собственные проекты.

### Политическая деятельность
В декабре 2011 года была кандидатом в депутаты Государственной думы VI созыва в Новосибирской области от «Справедливой России».
Во время протестов 2011—2012 годов участвовала в акциях на Болотной площади и проспекте академика Сахарова, организовывала общественный пресс-центр митингов, а также вошла в организационный комитет движения «За честные выборы». Будучи помошницей депутата Ильи Пономарёва, она участвовала в выступлении и ей сломал руку ОМОН. Участвовала в акции #оккупайабай.
В 2013 году на фоне волонтёрских проектов Попова была кандидатом на пост мэра Москвы от партии «Гражданская сила».
В 2014 году была кандидатом в депутаты Московской городской думы как самовыдвиженка с программой «Москва — город женщин». Её называли спойлером Юлии Галяминой, с которой они выдвигались в одном округе.
В 2014 году Попова вместе с адвокатом Мари Давтян запустила петицию о необходимости принятия законопроекта о домашнем насилии, которую подписали больше 900 тысяч человек. В 2016 году законопроект, разработанный при участии Давтян и адвоката Алексея Паршина, был внесён в Государственную думу, но не прошёл первое чтение. Позднее Попова, Давтян и Паршин стали дорабатывать законопроект, их поддержала депутат Оксана Пушкина.
Весной 2018 года Попова была задержана у здания Государственной думой с картонной фигурой депутата Леонида Слуцкого, обвинявшегося в сексуальных домогательствах и получила штраф. После этого выступала против слежки за гражданами в Москве при помощи камер видеонаблюдения.
В 2021 году была кандидатом в депутаты Государственной думы VIII созыва в Москве от «Яблока». Выдвинулась после того, как «Единая Россия» отказала в поддержке Оксане Пушкиной, лоббировавшей закон против домашнего насилия в VII созыве. В своей программе также выступала за раздачу бесплатных продуктов питания малоимущим, децентрализацию власти и против агрессивной внешней политики России.
Феминистка Дарья Серенко, три недели работавшая в избирательном штабе Поповой, уволилась и обвинила её в невыполнении договорных условий и невыплате зарплаты.
7 октября 2022 года Министерство юстиции России включило Попову в список физических лиц — «иностранных агентов».

### Общественная деятельность
В июле 2012 года Попова как волонтёр отправилась в Крымск на помощь пострадавшим от наводнения в Краснодарском крае. После наводнений в Крымске заявила, что «оппозиции для неё больше не существует», потому что оппозиционные деятели не приняли участие в ликвидации последствий наводнения.
Также помогала пострадавшим от наводнений в Дербенте и Благовещенске.
В июле 2021 года Попова поддержала журналистку Анну Монгайт, которой угрожало «Мужское государство» за интервью с однополой парой, и Поповой тоже начали угрожать представители «Мужского государства». По её словам, неизвестные «частично сожгли» её машину.

### Другие проекты
- VideoSnack — студия видеоконтента для мобильных устройств[1].
- Проекты в сфере электронного правительства[1].
- Rusbase — площадка для венчурных проектов[1].
- Startup Women — сообщество женщин-предпринимателей[1].
- Starlook — интернет-проект по социальному шопингу[4].
- Ты не одна — проект по помощи женщинам, пострадавшим от домашнего насилия[3].
- Стартап Афиша — календарь стартап-событий[4].
- Gov2People — каталог гражданских проектов[4].
- Code4Russia — всероссийский конкурс разработчиков Code4Russia[4].
- Фонд открытых проектов — фонд поддержки гражданской активности[4].
- OpenDuma — прямой эфир из Государственной думы[4].
- OpenAction — проект о протестах[4].